# Kék Párt (Németország)
A Kék Párt (németül: Die Blaue Partei) Németországban politikai párt, amelyet a korábbi AFD szóvivője, Frauke Petry kezdeményezett 2017-ben.